# Homopus signatus
La tortuga manchada o tortuga manchada de El Cabo (Homopus signatus) es una especie de tortuga testudínida que viven en Sudáfrica y el sur de Namibia. Son las tortugas más pequeñas del mundo.

## Descripción

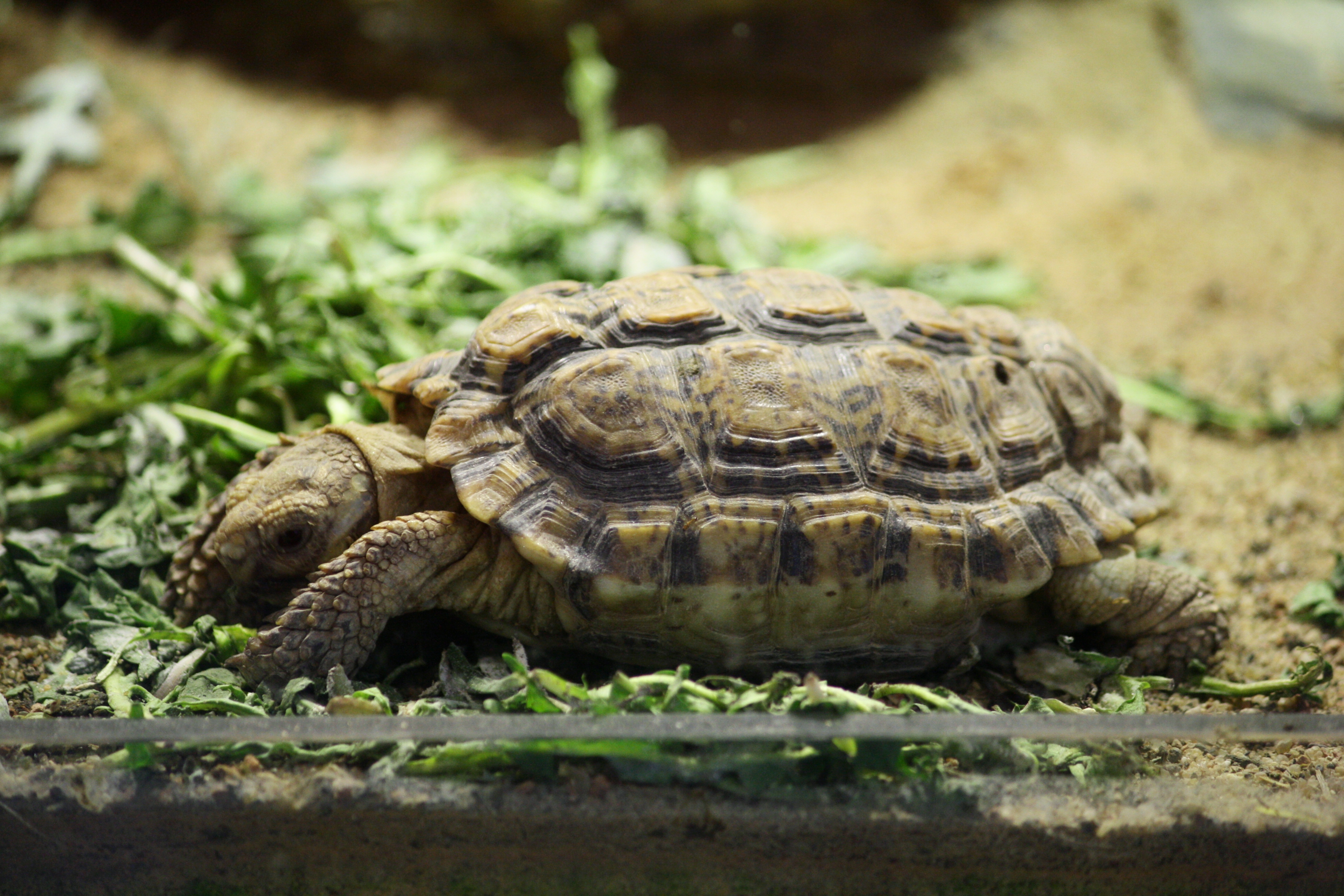
Individuo en el zoo de Praga

La tortuga manchada es la tortuga de menor tamaño del mundo, con un caparazón que mide entre 6 y 8cm en los machos y en torno a 10cm en las hembras, de mayor tamaño. El peso se sitúa entre 95 y 165g. Su caparazón es aplanado, de color marrón, naranja o rosa salmón, con trazos negros y bordes aserrados. El caparazón de los machos tiene mayor concavidad que el de las hembras. Esta especie a diferencia del resto de especies de su género tiene 5 dedos en las patas delanteras (las otras tortugas del géneroHompus tienen solamente 4).

## Biología y comportamiento
Las tortugas manchadas se distribuyen por la región de Namaqualand, en el suroeste de África. Se trata de un ambiente seco durante la mayor parte del año,y en él las tortugas se alimentan de plantas suculentas. El terreno donde viven es rocoso, y pueden introducirse en grietas para evitar a sus depredadores

## Amenazas
A pesar de que su estado de conservación no es alarmante, la tortuga manchada sufre diversas amenazas por parte del ser humano, que incluyen pérdida de hábitat, atropellos en carretera, introducción de especies foráneas y el tráfico ilegal de mascotas. La mayoría de ventas de esta especie están incluidas en esta categoría. Debido a su captura en estado salvaje, muchos individuos mueren debido a una dieta insuficiente o a un cambio brusco de ambiente (temperatura o humedad). Sin embargo, esta especie es más resistente y adaptable en cautividad que el resto de su género, y su tasa de mortalidad es por tanto menor.